# エンジェルボール
『エンジェルボール』１～４巻は飛騨俊吾によって書かれた小説。飛騨俊吾のデビュー作。

広島カープを舞台とした内容で、それと重なるような現実世界での広島カープの快進撃もあり、広島で話題の本となる。

2016年第6回広島本大賞小説部門賞 受賞作品。

## 概要

### あらすじ
広島カープを舞台とする物語。
主人公、寺谷和章は広島県因島で息子２人と暮らすバツイチトラック運転手。
交通事故をきっかけに謎の天使から“思いのままに飛んでいく魔球”を授かる。
子供の頃の夢を叶えるために広島カープの入団テストを受け、広島カープの守護神となる。
広島カープの守護神としての苦悩や野球愛、魔球の秘密、家族の愛など、老若男女楽しめる長編エンターテイメント小説。

### 受賞歴
2016年に第6回広島本大賞小説部門賞

### ランキング
- 『エンジェルボール』が本の雑誌　2015年8月特大号　特集「2015年上半期ベスト10」第10位　ランクイン [2]
- 『エンジェルボール』が週刊文春　2015年8月13日・20日　夏の特大号「第8回　R・40本屋さん大賞文庫部門」第5位ランクイン[注 1][3]

### 出版経緯
電子書籍で高評価を得ると、紙の書籍による商業出版を望むようになり、いくつかの出版社に、作品の評価と簡易製本した原稿を持ち込んだ。しかし、いずれの出版社からも出版にあたり大幅な量の原稿の削減を求められた。周囲から商業出版のチャンスと捉えて出版社の要求に応じるべきとの声もある中、作品の本質を代償にはできないことから話をすべて断った。
2014年6月、小説としての出版は不可能と判断し、青年漫画を刊行する双葉社に漫画の原作として持ち込んだ。
本来、原稿の持ち込みを受け付けていない双葉社であったが、たまたま漫画担当で同社編集局次長のS の目に留まる。Sは作品を一読後、小説としての出版の可能性を模索すべく、文庫編集部の副編集長Oに相談をした。
当時多忙を極めていたOは、素人の長編の原稿を預かることを大変負担に思い、「いつ読めるかわからない」とSに返答した。しかしたまたまその日、帰宅の電車の中で読む本がなかったOは、預かった原稿を軽い気持ちでカバンに入れて会社を出た。
断る理由を探しながら読み始めたOであったが、衝撃を受ける。物語の世界に引き込まれ、最寄り駅についても読むことを止められず、ホームのベンチに座って駅が閉まるまで読み続けてしまった。
その後、OとSは、この本をベストセラーにしなくてはならないと決め、無名の新人が文庫4冊でデビューするという前代未聞の企画が立ち上がった。
2015年5月、エンジェルボール1巻2巻、翌6月に3巻4巻を出版。

## 舞台

### 2017年版
2017年に劇団SWITCHが「赤魂」のタイトルで舞台化。広島県民文化センターで2017年1月6日〜5回公演。

2016年のセ・リーグ優勝を受けて、観客はカープ応援グッズを持参するという、満を持しての舞台となった。
主催：RCC文化センター

プロデューサー・脚本：門田大地

出演：KIICHI／十輝 ／小原春香 ／柿辰丸 ／高尾六平 ／岡崎花帆子 ／桐野悠呂 ／加藤凛成

制作：劇団SWITCH

### 2018年版
2018年に演劇集団キャラメルボックスがタイトル変更なく『エンジェルボール』として舞台化。2018年7月6日から16日までサンシャイン劇場、7月20日から22日まで京都劇場、7月25日に広島のアステールプラザで演劇集団キャラメルボックスによって計17回上演される。

脚本・演出は成井豊。

主役を演じる三浦剛は、小学校から大学まで18年間野球に打ち込んできており、身長・体重・年齢も主人公の寺谷和章と全く同じ。元横浜ベイスターズハマの番長の三浦大輔の実弟である。

出演
- 寺谷和章-三浦剛
- もさん-木村玲衣
- 寺谷大地-関根翔太
- 寺谷大河-田中亨
- 伊勢谷仁美／渡部ひまわり-佐藤めぐみ
- 毛利元司／河津恭史-久松信美
- 達原竜太郎／リポーター／八嶋航-山田ジェームス武
- 寺谷結衣-林貴子
- 寺谷絹代-坂口理恵
- 小野寺啓之／フラナガン-石原善暢
- 早野薫／長谷川俊樹／アナウンサー-鍛治本大樹
- ザビ／島野瑞季-石森美咲
- 稲元智／警官／広島二軍選手１／中野兄-元木諒
- 津田沼健太／広島二軍選手２／元坂／中野弟／高校生１／宮川-島野知也
- 士道一輝／広島二軍選手３／山下／高校生２／金内-矢野聖
- 声の出演
- 千葉グリーンズウグイス嬢-温井摩耶
- 東京ジャングルズウグイス嬢-伊藤ひろみ
- 名古屋ゴンドラズウグイス嬢-小林千恵
- 大阪タイマースウグイス嬢-岡内美喜子

### 2019年版（延期）
2019年にも演劇集団キャラメルボックスによる『エンジェルボール〜最期の一球〜』が予定されていたが、2019年5月31日に演劇集団キャラメルボックスは活動休止と、2019年に予定されていた『エンジェルボール』続編の公演延期を発表